# Škoda Kylaq
Škoda Kylaq je SUV automobil vyvinutý českou automobilkou Škoda Auto speciálně pro indický trh. Po modelech Kushaq a Slavia je Kylaq třetím modelem vyvíjeným pro tento trh. Autorem názvu nového modelu je indický pedagog Mohammed Ziyad, jenž za odměnu získal první vyrobené vozidlo.
Premiérově byl vůz představen 6. listopadu 2024. První zákazníci se vozidlem svezou na počátku roku 2025.

## Technické parametry
Téměř všechny díly (95 %) použité při výrobě automobilu pocházejí z Indie. Vozidlo je obdobně jako Kushaq a Slavia postaveno na platformě označované „MQB-A0-IN“. Délka auta dosahuje 3995 milimetrů, šířka, 1783 milimetrů, výška 1619 milimetrů a rozvor 2566 milimetrů. Přes své rozměry působí vozidlo vlivem použité platformy jako větší auto, než ve skutečnosti je. Zavazadlový prostor má objem 446 litrů, který lze po sklopení zadních sedadel zvětšit až na 1265 litrů.
Automobil je poháněn přeplňovaným tříválcovým motorem Twincharged stratified injection (TSI) o objemu 1,0 litru. Dosahuje výkonu 85 kW a točivého momentu 178 Nm. Do auta je osazována buď šestistupňová manuální nebo automatická převodovka. Vozidlo může dosáhnout maximální rychlosti 188 km/h a zrychlení z 0 na 100 km/h docílí za 10,5 sekundy. Vůči evropským vozidlům, které společnost Škoda Auto nabízí, působí Kylaq lacinějším dojmem.
V rámci zkoušení najezdila auta více než 800 tisíc kilometrů a to po různých površích indických komunikací. Vystoupala i do výše 3000 metrů nad mořem a během testovacích jízd čelila teplotám od mínus 10 po plus 85 °C. Prověřovala se rovněž odolnost částí vozů vůči indickým intenzivním monzunovým dešťům.

## Název automobilu
Na pojmenování vozidla vyhlásila automobilka Škoda soutěž nazvanou „Name your Škoda“, do níž veřejnost zasílala své návrhy, které musely splňovat, že budou začínat písmenem „K“ a končit „Q“. Sešlo se více než 24 tisíc návrhů. Svým návrhem přispěl též Mohammed Ziyad, učitel Koránu působící v Kásargódu v indickém státě Kérala. Vybrané jméno má základ v sanskrtu, v němž označuje „křišťál“. Dalšími zvažovanými jmény, které si Škoda Auto zaregistrovala, byly „Kwiq“, „Kymaq“, „Kariq“ nebo „Kyroq“. Ziyad za odměnu dostal první vyrobený automobil Kylaqu a dalších deset účastníků soutěže získalo výlet do České republiky, kde si mohli prohlédnout pražské sídlo automobilky.